# Stig Inge Bjørnebye
Stig Inge Bjørnebye, né le 11 décembre 1969 à Elverum (Norvège), est un footballeur norvégien, qui évoluait au poste d'arrière gauche au Liverpool FC et en équipe de Norvège.
Bjørnebye a marqué un but lors de ses soixante-quinze sélections avec l'équipe de Norvège entre 1989 et 2000.

## Biographie
Il occupait le poste d'arrière gauche de l'équipe de Norvège pendant les années 1990. Après avoir remporté deux titres de champion de Norvège avec Rosenborg (1992, 1994), il a évolué dans le championnat d'Angleterre à Liverpool et à Blackburn.
Après sa carrière de joueur, Bjornebye a été adjoint du sélectionneur Åge Hareide entre 2003 et 2006. Depuis 2006, il est l'entraîneur du club de IK Start.

## Carrière
- 1987-1988 : Strømmen IF
- 1989-1992 : Kongsvinger IL
- 1992 : Rosenborg BK
- 1992-1994 : Liverpool FC
- 1994 : Rosenborg BK
- 1994-2000 : Liverpool FC
- 2000 : Brøndby IF
- 2000-2003 : Blackburn Rovers [1]

## Palmarès

### En équipe nationale
- 75 sélections et 1 but avec l'équipe de Norvège entre 1989 et 2000.
- Participation à la coupe du monde 1994 et à la coupe du monde 1998.

### Avec Rosenborg BK
- Vainqueur du Championnat de Norvège de football en 1992 et 1994.
- Vainqueur de la Coupe de Norvège de football en 1992.

### Avec Liverpool FC
- Vainqueur de la Coupe de la Ligue anglaise de football en 1995.

### Avec Blackburn Rovers
- Vainqueur de la Coupe de la Ligue anglaise de football en 2002.